# Équipe cycliste DAF Trucks
L'équipe cycliste DAF Trucks est une équipe cycliste belge ayant existé de 1979 à 1983.

## Histoire de l'équipe
L'équipe est dirigée par Alfred De Bruyne, José De Cauwer en tant que directeurs sportifs.

## Sponsors
- DAF Trucks est un constructeur néerlandais de véhicules industriels
- Aida ?
- Lejeune est un fabricant français de cycles
- Côte d'Or est une marque de chocolat
- Gazelle[1] est un fabricant hollandais de cycles

## Équipes
| DAF Trucks-Aida - 1979 | DAF Trucks-Lejeune - 1980 | DAF Trucks-Cote d'Or-Gazelle - 1981 |
| - Maurizio Bellet - Emiel De Haes - Dirk Heirweg - Giovani Jiménez Ocampo - Jo Maas - Robert Mintkiewicz - Guy Nulens - Dirk Ongenae - Patrick Pevenage - Eddy Schepers - Gerhard Schönbacher - Hennie Stamsnijder - William Tackaert - Eric Thoelen - Guido Van Calster - Maurice Van Heer - Etienne Vandersnickt - Jacques Verbrugge | - Luc Colijn - Emiel De Haes - Hendrik Devos - Dirk Heirweg - Hans Langerijs - Jo Maas - René Martens - Guy Nulens - Patrick Pevenage - Eddy Schepers - Hennie Stamsnijder - William Tackaert - Gerrie van Gerwen - Rik Van Linden - Alex Van Linden - Jacques Verbrugge | - Luc Colijn - Ronan De Meyer - Roger De Vlaeminck - Hendrik Devos - Marc Dierickx - Hennie Kuiper - Hans Langerijs - Marcel Laurens - René Martens - Guy Nulens - Patrick Pevenage - Eddy Schepers - Hennie Stamsnijder - William Tackaert - Adrie van der Poel - Gerrie van Gerwen |
| DAF Trucks - 1982 | | |
| - Luc Colijn - Roger De Vlaeminck - Dirk Demol - Hendrik Devos - Marc Dierickx - Hennie Kuiper - Marcel Laurens - René Martens - Guy Nulens - Bert Oosterbosch - Hennie Stamsnijder - William Tackaert - Adrie van der Poel - Gerrie van Gerwen - Willy Vigouroux - Peter Zijerveld                                                    | | |

## Principales victoires
- 1979 : 20 victoires dont
  - Tour de France 1979
    - 1 victoire d'étape (Jo Maas)
- 1980 : 17 victoires
- 1981 : 44 victoires dont
  - Champion de Belgique sur route (Roger De Vlaeminck)
  - Vainqueur du Tour de Lombardie (Hennie Kuiper)
  - Tour de France 1981
    - 1 victoire d'étape (René Martens)

  - Paris-Nice
    - 3 victoires d'étape (Roger De Vlaeminck(2)-Adrie van der Poel)

  - Critérium du Dauphiné libéré
    - 2 victoires d'étape (William Tackaert-Adrie van der Poel)
- 1982 : 48 victoires dont
  - Paris-Nice
    - 2 victoires d'étape (Bert Oosterbosch-Adrie van der Poel)